# Пату (Италия)
Пату (итал. Patù) — коммуна в Италии, располагается в регионе Апулия, в провинции Лечче.
Население составляет 1744 человека (2008 г.), плотность населения составляет 218 чел./км². Занимает площадь 8 км². Почтовый индекс — 73053. Телефонный код — 0833.
Покровителем коммуны почитается святой архангел Михаил, празднование 29 сентября.

## Демография
Динамика населения:

## Администрация коммуны
- Официальный сайт: https://web.archive.org/web/20070927230601/http://www.puglia.org/patu/